# Niklaus Fritschi
Niklaus Fritschi (* 27. Januar 1945 in St. Gallen) ist ein Schweizer Architekt, Maler und Zeichner. Zusammen mit Benedikt Stahl unterhält er in einer Architektenpartnerschaft das Atelier Fritschi + Stahl in Düsseldorf-Gerresheim.

## Leben
Nach einer Lehre als Bauzeichner studierte Fritschi von 1969 bis 1975 das Fach Baukunst an der Kunstakademie Düsseldorf. Dort waren die Architekten Ernst Althoff und Hans Hollein seine Lehrer. Mit Hollein erarbeitete er eine Sanierungsstudie für eine Bergarbeiterkolonie in Recklinghausen. 1976 erhielt Fritschi für seine Diplomarbeit, ein Konzept zum Erhalt der Siedlung Eisenheim (Oberhausen), den Förderpreis des Landes Nordrhein-Westfalen für junge Künstlerinnen und Künstler. Nach einer Tätigkeit als freier Mitarbeiter Holleins bildete er ab 1979 eine Ateliergemeinschaft mit Althoff. 1984 gründete er ein eigenes Architekturbüro. Als Architekt wurde er vor allem durch das Projekt Rheinuferpromenade international bekannt, das er um 1990 zusammen mit Benedikt Stahl und Günter Baum (* 1950) entwickelt hatte. 1991 schloss er sich mit ihnen zu einer Architektenpartnerschaft zusammen. Von 1986 bis 2010 unterrichtete er an der Fachhochschule Düsseldorf. 2005 wurde er in den Konvent der Baukultur der Bundesstiftung Baukultur berufen. Zeitweise war er Mitglied des Gestaltungsbeirats der Stadt Wuppertal. Ehrenamtlich engagiert sich Fritschi seit 2014 als Ehrenvorsitzender des Vereins Förderkreis Industriepfad Düsseldorf-Gerresheim, dessen Gründungsvorsitzender er seit 2007 war.

## Werke (Auswahl)

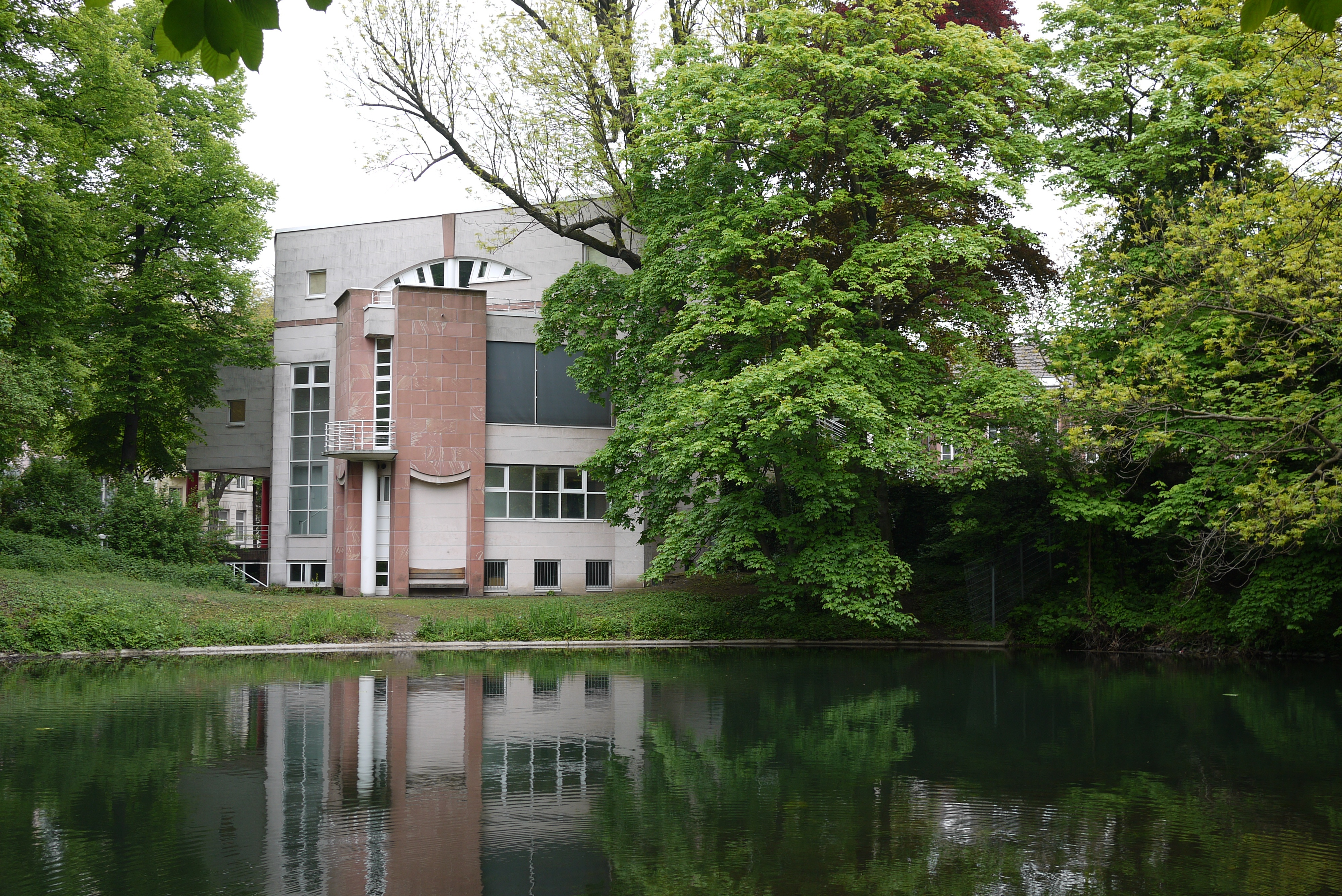
Erweiterungsbau für das Stadtmuseum Landeshauptstadt Düsseldorf, Ansicht vom Spee’schen Graben

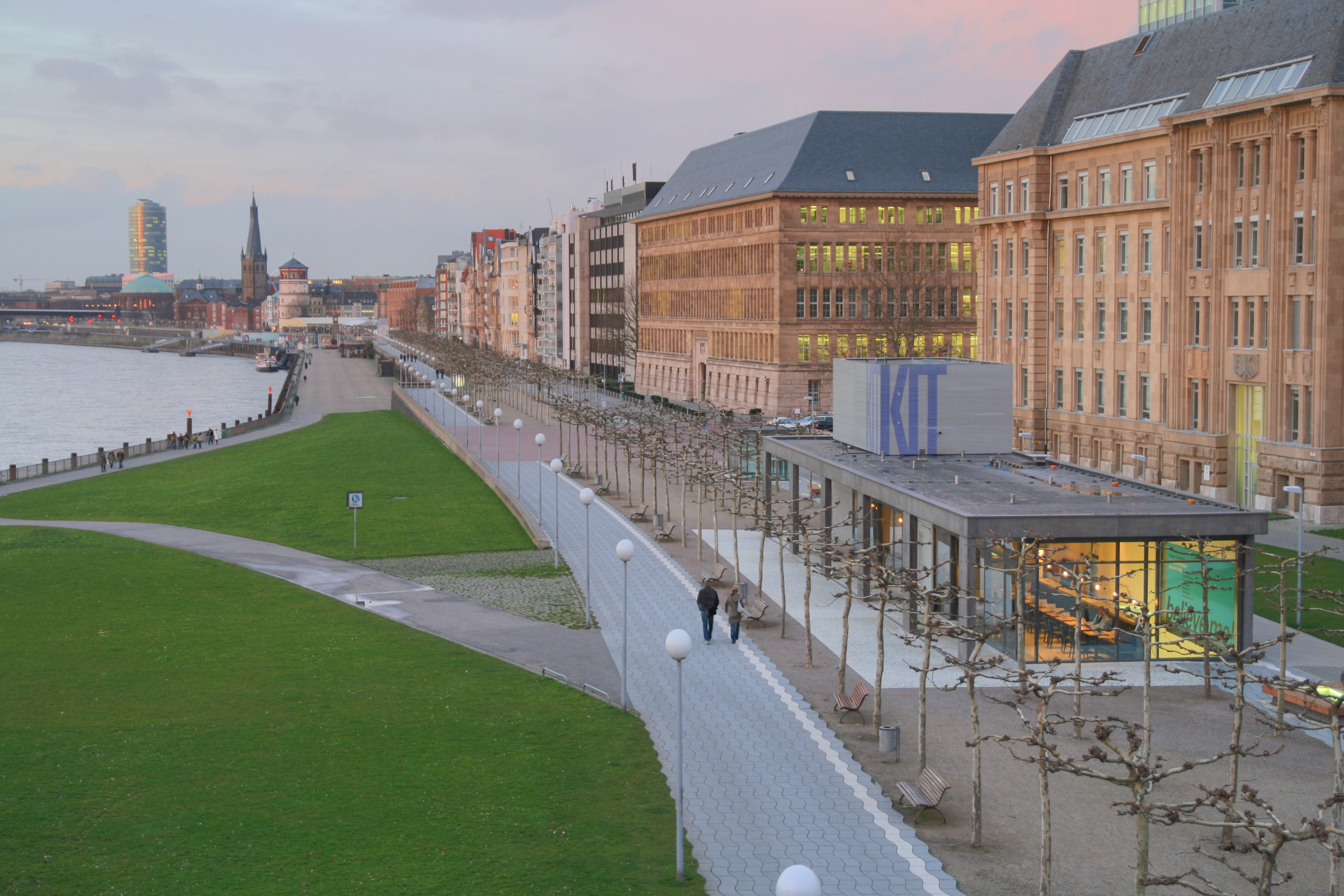
Abendliche Ansicht der von Fritschi, Stahl, Baum und Partner gestalteten Rheinuferpromenade, im Vordergrund das von ihnen später konzipierte Ausstellungshaus Kunst im Tunnel (KIT), 2008

### Städtebau
- Rheinuferpromenade und Burgplatz Düsseldorf, erbaut 1990–1997, 1998 ausgezeichnet mit dem Deutschen Städtebaupreis[4]
- Entwurf für eine Verlängerung der Rheinuferpromenade bis zur Rheinterrasse zwecks Anbindung des Ehrenhofes Düsseldorf und des Rheinparks Golzheim, 2010–2014[5]

### Architektur
- Neubau am Stadtmuseum Landeshauptstadt Düsseldorf, eröffnet 1991
- Varieté-Theater Apollo, Düsseldorf, erbaut 1996/1997
- Ausstellungshaus Kunst im Tunnel (KIT), Düsseldorf, eröffnet 2007

### Schriften
- Architektur und Kunst: Zeichnungen und Modelle von Architekten. Bahnhof Eller, Düsseldorf 1984
- mit Ercan Ağirbaş und Thorsten Scheer (Hrsg.): Voyage d’Orient – Das verkehrte Projekt. Önel-Verlag, Köln 2005, ISBN 978-3-9333-4880-7
- mit Benedikt Stahl: Die Stadt als Bühne. In: Werkbund-Akademie, Heft 9/2007: Architektur als Bühne
- mit Peter Henkel: 175 Jahre Eisenbahn Düsseldorf-Elberfeld. Die erste Eisenbahnlinie in Westdeutschland als Düsseldorfs dritte Geburtsstunde. Droste, Düsseldorf 2013, ISBN 978-3-7700-1515-3